# Anisodes pintada
Anisodes pintada là một loài bướm đêm trong họ Geometridae.